# Adaval
Adaval era, em 1747, uma freguesia portuguesa do termo da vila de Redondo, Arcebispado e Comarca da cidade de Évora, na Província do Alentejo.
A igreja paroquial estava fundada nas bicadas de um mato, de onde se descobriam as vilas de Évora-Monte, a de Redondo, a Serra de Ossa e o convento de religiosos paulistas que nela estava fundado. Não havia ao pé da igreja mais vizinhança que o cura, e um ermitão, e era seu orago o Arcanjo São Miguel. Constava de uma só nave e três altares, o maior com a imagem do Santo Arcanjo, e dois colaterais, um dedicado a Nossa Senhora das Neves, e outro a Nossa Senhora do Rosário. Tinha esta a sua irmandade, erguida pelos religiosos de São Domingos da cidade de Évora, com renda limitada. Havia neste mesmo altar um retábulo com a imagem do Menino Jesus Circuncidado, ao qual se erigiu uma irmandade em tempo do Senhor Cardeal Rei, sendo Arcebispo de Évora. Não tinha renda, mas elegiam os fregueses dois mordomos, que festejavam ao Senhor. Era a fábrica da igreja somente o que rendiam as sepulturas, e à custa desta se festejava o Santo Arcanjo com missa cantada e sermão no seu dia.
A apresentação estava a cargo do Arcebispo de Évora, e na Sé vaga, do deão e do cabido. O pároco era cura, com côngrua de três moios de trigo e cevada, que lhe pagavam os fregueses pelas herdades. O trigo e o centeio são os frutos que estas produziam em mais abundância.
No distrito desta freguesia havia uma ermida de Nossa Senhora da Piedade, muito frequentada de romagem todo o ano, mas com mais frequência nas sextas-feiras de Quaresma. Tinha sua renda para os reparos da casa, e seu ornato.
Havia aqui uma herdade, a que chamavam Val do Mato, que era parte terra de cultura, parte mato de charneca, com uma bastante lagoa que só tinha água de Inverno. Era esta mata abundante de caça miúda de perdizes, lebres e coelhos, criando também lobos e raposas.
Passavam pelos limites desta terra a Ribeira de Alcorouvisca, e a de São Bento.